# Isa Gallinelli
Isabella Gallinelli (Potenza, 15 maggio 1957) è un'attrice italiana.

## Biografia
Interessata all'arte recitativa già a dodici anni, ha frequentato i corsi di teatro e animazione dello Stabile di Roma. Da adolescente è stata allieva del mimo giapponese Hal Yamanouchi. Conseguito il diploma liceale di maturità classica ha poi conseguito il diploma dell'Accademia d'arte drammatica.
Apparve per la prima volta in Borotalco (1982) di Carlo Verdone, e da allora ha interpretato una trentina di pellicole, lasciando sempre più spazio ai lavori teatrali.
È stata candidata al David di Donatello per Borotalco (1982) nella parte di Valeria, l'amica zitella di Eleonora Giorgi. La collaborazione con Carlo Verdone è continuata con la partecipazione a Compagni di scuola (1988).
In Body Guards (2000) di Neri Parenti, ha sostenuto il ruolo di una donna dedita al sadomaso. Ha inoltre interpretato una parte di secondo piano, Apri gli occhi e... sogna (2002) di Rosario Errico.
Nel 2003 appare in un episodio di Camera Café della prima stagione, interpretando il ruolo di Bella, una donna delle pulizie.
Nel 2010 veste il ruolo di Elda nella terza stagione di Caterina e le sue figlie.

## Filmografia

### Cinema

Isa Gallinelli in Body Guards - Guardie del corpo (2000)

- Borotalco, regia di Carlo Verdone (1982)
- Giggi il bullo, regia di Marino Girolami (1982)
- Sotto il vestito niente, regia di Carlo Vanzina (1985)
- Puro cashmere, regia di Biagio Proietti (1986)
- Oci ciornie, regia di Nikita Mikhalkov (1987)
- Compagni di scuola, regia di Carlo Verdone (1988)
- Il gioco delle ombre, regia di Stefano Gabrini (1991)
- Zuppa di pesce, regia di Fiorella Infascelli (1992)
- Ci hai rotto papà, regia di Castellano e Pipolo (1993)
- Mille bolle blu, regia di Leone Pompucci (1993)
- La via del cibo, regia di Eugenio Donadoni e Paolo Ippolito (1994)
- Le nuove comiche, regia di Neri Parenti (1994)
- Il mostro, regia di Roberto Benigni (1994)
- Peggio di così si muore, regia di Marcello Cesena (1995)
- Sogno di una notte di mezza estate, regia di Michael Hoffman (1999)
- Body Guards - Guardie del corpo, regia di Neri Parenti (2000)
- Mari del sud, regia di Marcello Cesena (2001)
- Apri gli occhi e... sogna, regia di Rosario Errico (2002)
- Amorfù, regia di Emanuela Piovano (2003)
- Una vita da sogno, regia di Domenico Costanzo (2013)
- Ora non ricordo il nome, regia di Michele Coppini (2016)

### Televisione
- L'enigma Borden – miniserie TV (1982)
- Le storie di Mozziconi – serie TV, 1 episodio (1983)
- Don Chisciotte, regia di Maurizio Scaparro – film TV (1983)
- La chambre des dames – miniserie TV (1986)
- Ferragosto OK, regia di Sergio Martino – miniserie TV (1986)
- Diciottanni - Versilia 1966 – serie TV (1988)
- La bugiarda – miniserie TV (1989)
- Don Fumino – serie TV (1993-1994)
- Caro maestro – serie TV (1995-1996)
- Disokkupati – serie TV (1997)
- Tutti gli uomini sono uguali, regia di Alessandro Capone – miniserie TV (1998)
- Due per tre  – sitcom, episodio 3x12 (1999)
- Camera Café – sitcom, episodio 1x31 (2003)
- Un posto tranquillo 2 – serie TV (2003-2005)
- Mogli a pezzi, regia di Vincenzo Terracciano, Alessandro Benvenuti – miniserie TV (2008)
- Miacarabefana.it, regia di Lodovico Gasparini – film TV (2009)
- I delitti del cuoco – serie TV (2010)
- Il peccato e la vergogna – serie TV (2010)
- Caterina e le figlie 3 – serie TV (2010)
- Rodolfo Valentino - La leggenda – Alessio Inturri, Luigi Parisi – miniserie TV (2014)
- Non è stato mio figlio – serie TV (2016)
- Don Matteo – serie TV, episodio 10x20 (2016)
- Furore – serie TV (2018)
- Una pallottola nel cuore – serie TV (2018)
- Cops - Una banda di poliziotti – serie TV (2020-2021)

## Teatro
- Il sogno dello zio, regia di Piero Maccarinelli
- Le laudi di Jacopone da Todi
- La Veneziana, Regia di Maurizio Scaparro
- Ho ucciso Bertold Brecht
- Comœdia, regia di Ugo Gregoretti
- Pianola Meccanica, regia di Nikita Michalkov
- Pulcinella, regia di Maurizio Scaparro
- Varietà, regia di Maurizio Scaparro
- Il signor Bonaventura, regia di Gino Zampieri
- Il viaggio di Uliva, regia di Missiroli
- Classe di ferro, regia di Giordano
- Gli scrupoli di Rosa, regia di Marzia Spanu
- Vita col padre, regia di Piero Maccarinelli
- Harvey, regia di Piero Maccarinelli
- La donna di casa, regia di Alvaro Piccardi
- Dive, regia di Marzia Spanu

## Riconoscimenti
- David di Donatello
  - 1982 – Candidatura alla migliore attrice esordiente per Borotalco